# Andrew Cuomo
Andrew Cuomo (wym. [ˈændɹuː ˈkwoʊmoʊ]; ur. 6 grudnia 1957 w Nowym Jorku) – amerykański polityk, członek Partii Demokratycznej. W latach 1997–2001 zasiadał w gabinecie prezydenta Billa Clintona jako sekretarz ds. mieszkalnictwa i rozwoju miast. Od 1 stycznia 2011 pełnił urząd gubernatora stanu Nowy Jork. Zrezygnował z pełnienia funkcji z dniem 24 sierpnia 2021 r. w związku z oskarżeniami o molestowanie seksualne.

## Życiorys

### Pochodzenie i młodość
Jego ojciec Mario Cuomo zajmował wiele stanowisk w rządzie stanowym Nowego Jorku, a w latach 1983–1994 był pierwszym w historii gubernatorem tego stanu pochodzenia włoskiego. Andrew Cuomo studiował prawo na Fordham University oraz w Albany Law School. Już jako student zaangażował się w struktury partyjne Demokratów, zaś w 1982 brał aktywny udział w kampanii gubernatorskiej swojego ojca. Następnie został jednym z jego doradców politycznych za symboliczną stawkę. W 1984 podjął pracę w prokuraturze okręgowej w Nowym Jorku, później przeszedł do prywatnej kancelarii prawnej. W 1986 założył organizację HELP (Housing Enterprise for the Less Privileged), wspierającą budownictwo dla najuboższych. W latach 1990–1993 z nominacji burmistrza miasta Nowy Jork przewodniczył miejskiej komisji ds. bezdomnych.

### Kariera polityczna
W 1993 podjął pracę w federalnym Departamencie Mieszkalnictwa i Rozwoju Miast, początkowo jako jeden z assistant secretaries (co orientacyjnie odpowiada polskiemu wiceministrowi w randze podsekretarza stanu). W 1997 został szefem tego resortu i kierował nim przez całą drugą kadencję prezydenta Clintona, do stycznia 2001 roku. Po odejściu z rządu federalnego, w 2002 roku starał się o nominację Demokratów w wyborach gubernatorskich w Nowym Jorku, lecz ostatecznie zrezygnował, a nominację uzyskał Carl McCall, którego później pokonał w wyborach ubiegający się o reelekcję George Pataki. Nie mając szans na poparcie Demokratów, Cuomo wystartował w tych wyborach jako kandydat maleńkiej Liberalnej Partii Nowego Jorku i uzyskał niespełna 16 tysięcy głosów na ponad 4,7 mln oddanych w całym stanie. W 2006 wystartował w wyborach na stanowisko prokuratora generalnego stanu, tym razem z powodzeniem. Na początku roku 2009, gdy Hillary Clinton musiała zrzec się miejsca w Senacie Stanów Zjednoczonych, ponieważ nie można go łączyć ze stanowiskiem członka rządu (a ona weszła do gabinetu Baracka Obamy jako sekretarz stanu), Cuomo był wymieniany w gronie najpoważniejszych kandydatów do zajęcia jej miejsca. Zgodnie z prawem stanowym, tymczasowego senatora (urzędującego do czasu wyborów uzupełniających) mianuje w takich sytuacjach gubernator stanu. Ostatecznie David Paterson zdecydował się na mianowanie Kirsten Gillibrand.
We wrześniu 2009 administracja prezydenta Obamy powiadomiła gubernatora Patersona, że jej preferowanym kandydatem w nadchodzących wyborach będzie Andrew Cuomo. Pod wpływem tych sugestii, a także w związku z własnym stanem zdrowia, Paterson zrezygnował ze startu. W maju 2010 Cuomo uzyskał oficjalną nominację wyborczą Partii Demokratycznej, a w listopadzie 2010 pokonał w wyborach Carla Paladino, Republikanina związanego ze środowiskiem TEA Party. Objął urząd 1 stycznia 2011, minutę po północy (zgodnie z przepisem prawa stanowego, iż kadencja gubernatora rozpoczyna się wraz z początkiem roku).
Jako gubernator stanu Nowy Jork, 22 stycznia 2019 roku zatwierdził ustawę umożliwiającą dokonywanie aborcji nawet w dziewiątym miesiącu ciąży w przypadku podejrzeń zagrożenia zdrowia i życia matki, a także poważnej choroby płodu, przez co spotkał się ze znaczącą krytyką działaczy pro-life. Jako że Cuomo jest katolikiem, biskup Albany, Edward B. Scharfenberger, poruszył kwestię jego ekskomuniki w związku z tą sprawą.
Cuomo był przez trzynaście lat żonaty z Kerry Kennedy, córką Roberta F. Kennedy’ego. Mają wspólnie trzy córki (bliźniaczki Cara i Mariah oraz Michaela). Związek zakończył się rozwodem w 2005 roku. W latach 2005–2019 był w nieformalnym związku z Sandrą Lee, autorką książek i programów telewizyjnych o tematyce kulinarnej.
Andrew Cuomo w grudniu 2020 został oskarżony przez grupę kobiet o szereg niestosownych zachowań m.in. molestowanie i formułowanie nieodpowiednich komentarzy. 28 lutego 2021 prokurator generalna stanu Nowy Jork Letitia James ogłosiła, że zatrudni profesjonalną, zewnętrzną firmę w celu sporządzenia niezależnego raportu. W sierpniu 2021 w opublikowanym dokumencie dowiedziono, że gubernator Cuomo w okresie sprawowania mandatu formułował niestosowne komentarze lub molestował co najmniej 11 kobiet. W miarę rozwoju wydarzeń prezydent Joe Biden, senatorowie stanu Nowy Jork Chuck Schumer i Kirsten Gillibrand, spikerka Izby Reprezentantów Nancy Pelosi oraz burmistrz Nowego Jorku Bill de Blasio sugerowali Cuomo rezygnację. 10 sierpnia 2021 Andrew Cuomo ogłosił, że w ciągu 14 dni ustąpi ze stanowiska gubernatora stanu Nowy Jork. O północy 24 sierpnia 2021 zakończył urzędowanie, a fotel gubernatora objęła po nim Kathy Hochul. 
W 2025 roku wystartował w prawyborach Partii Demokratycznej na burmistrza Nowego Jorku. Był mocnym faworytem, lecz w odbywającym się 24 czerwca głosowaniu zajął drugie miejsce, przegrywając z Zohranem Mamdanim. Nie wykluczył startu w wyborach powszechnych jako kandydat niezależny. 

## Reakcje na COVID-19 w Nowym Jorku
W marcu 2020 roku Nowy Jork został najciężej dotkniętym pandemią COVID-19 stanem Ameryki. W reakcji na nią, jako gubernator stanu Andrew Cuomo podjął szereg radykalnych decyzji – przy pomocy Gwardii Narodowej izolując najpierw hrabstwo New Rochelle na północ od miasta Nowy Jork w którym miały miejsce pierwsze w stanie Nowy Jork na większą skalę stwierdzone przypadki zakażenia wirusem SARS-CoV-2, zamknął wszystkie szkoły publiczne na terenie stanu, a następnie wprowadził stan kwarantanny dla całego miasta Nowy Jork oraz stanu Nowy Jork. Wziął też na siebie pełna odpowiedzialność za podjęte decyzje. Jedną z najbardziej kontrowersyjnych decyzji, która została podjęta 25 marca 2020 roku, było wymuszenie na domach opieki obowiązku przyjmowania zarażonych wirusem osób, a także zabronienie tym domom wykonywania testów na obecność koronawirusa przyjmowanym pensjonariuszom. W efekcie tej trwającej sześć tygodni polityki, w domach opieki Nowego Jorku zmarło ponad 6000 seniorów. 